# Звезда (альбом Дельфина)
«Звезда́» — пятый сольный студийный альбом Дельфина, в который также вошли песни с его предыдущего сингла «Глаза».

## Об альбоме
Слова и музыка — Дельфин, кроме трека «Глаза» — слова и музыка Дельфина и Стеллы Катсудас (Хотя фактически всю музыку в альбоме придумал Александр Петрунин). Сведено в студии SIM Records.
Подарочное издание содержит также видеоклипы «Глаза» и «Весна», фильм о съёмках клипа «Глаза», фотографии и стихи Дельфина. В оформлении обложки использована работа Юрия Кононенко.

## Список композиций
| №                   | Название            | Автор(ы)            | Длительность |
| ------------------- | ------------------- | ------------------- | ------------ |
| 1.                  | «Сумерки»           | Дельфин             | 4:50         |
| 2.                  | «Серебро»           | Дельфин             | 4:40         |
| 3.                  | «Чужой»             | Дельфин             | 4:48         |
| 4.                  | «Весна»             | Дельфин             | 4:50         |
| 5.                  | «Имя»               | Дельфин             | 4:57         |
| 6.                  | «Романс»            | Дельфин             | 3:45         |
| 7.                  | «Тоска»             | Дельфин             | 3:00         |
| 8.                  | «Облака»            | Дельфин             | 3:30         |
| 9.                  | «Звезда»            | Дельфин             | 3:25         |
| 10.                 | «Киберпанк»         | Дельфин             | 2:13         |
| 11.                 | «MDMA»              | Дельфин             | 20:09        |
| Общая длительность: | Общая длительность: | Общая длительность: | 60:02        |

| №                   | Название                                      | Автор(ы)            | Длительность |
| ------------------- | --------------------------------------------- | ------------------- | ------------ |
| 12.                 | «Глаза (Bonus Track)» (feat. Стелла Катсудас) | Дельфин             | 4:27         |
| Общая длительность: | Общая длительность:                           | Общая длительность: | 64:29        |

## Клипы
- Глаза (2003)
- Весна (2004)
- Романс (2005)
- Серебро (2005)
- Чужой  (2006)

## DVD
- Глаза (видеоклип)
- Весна (видеоклип)
- Документальный фильм о съёмках видеоклипа «Глаза»
- Фотографии
- Стихи Дельфина

## Участники записи
- Андрей Лысиков (Дельфин) — вокал
- Александр Петрунин (Mewark), Павел Додонов — гитара
- Карим Суворов — барабаны («Сумерки»)
- Дмитрий Севастьянов — барабаны («MDMA»)
- Антон Королев — звукорежиссёр
- Виктор «Мутант» Шевцов — звукоинженер

Приглашенный музыкант
- Стелла Катсудас — вокал (12)